# Prémio António Champalimaud de Visão
O Prémio António Champalimaud de Visão é atribuído pela Fundação Champalimaud, com sede em Lisboa, Portugal, e visa distinguir instituições que lutem contra a cegueira.
Com o valor de um milhão de euros, é o maior galardão mundial no sector da oftalmologia e combate à cegueira.[carece de fontes?]
Nos anos pares, o galardão distingue a investigação científica feita na área oftalmológica e, nos anos ímpares, o trabalho realizado por instituições na prevenção e no combate à cegueira e doenças da visão.
Em 2016, fazem parte do júri internacional o ex-primeiro-ministro e ex-alto-comissário da ONU para os Refugiados António Guterres, o ex-presidente da Comissão Europeia Jacques Delors, os oftalmologistas José Cunha-Vaz, Alfred Sommer, Gullapalli Rao e Paul Sieving, o escritor e economista Amartya Sen e os neurocientistas Joshua Sanes, Mark Bear e Susumu Tonegawa.

## Lista de premiados
- 2007 - Aravind Eye Care System - Índia
- 2008 - Jeremy Nathans e King-Wai Yau da Universidade Johns Hopkings
- 2009 - Helen Keller International
- 2010 - Anthony Movshon (Universidade de Nova Iorque) e William Newsome (Universidade de Stanford)
- 2011 - Programa Africano de Controlo da Oncocercose
- 2012 - David Williams e uma equipa liderada por James Fujimoto. O valor de um milhão de euros foi dividido pelas duas equipas, pelo desenvolvimento de duas técnicas para ajudar a observação da estrutura do olho humano.
- 2013 - Nepal Netra Jyoti Sangh, Eastern Regional Eye Care Programme, Lumbini Eye Institute e Tilganga Institute of Ophthalmology, são responsáveis pela organização e prestação da maioria dos cuidados oftalmológicos prestados no Nepal, nomeadamente em termos de cirurgia das cataratas.
- 2014 - Napoleone Ferrara, Joan Miller, Evangelos Gragoudas, Patricia D'Amore, Anthony Adamis, George King e Lloyd Paul Aiello, pelo desenvolvimento da terapia anti-angiogénica para doenças da retina, principal causa de cegueira na Europa.
- 2015 - Kilimanjaro Centre for Community Opththalmology (KCCO), Seva Foundation e Seva Canada, três instituições que trabalham em África no combate à cegueira e à pobreza e na promoção económica e social das populações.
- 2016 - Christine Holt, Carol Mason, John Flanagan e Carla Shatz, pela investigação da relação entre cérebro e olhos, que pode abrir caminho para novos tratamentos, de base neurológica, contra problemas na visão.
- 2017 - Sightsavers e CBM (Christoffle-Blindenmission)
- 2018 - Michael Redmond, que descobriu uma terapia genética para a amaurose congénita de Leber, uma forma de cegueira infantil, e à equipa que a desenvolveu, formada por Jean Bennett, Albert Maguire, Robin Ali, James Bainbridge, Samuel Jacobson e William Hauswirth.[1]
- 2019 - Instituto da Visão- IPEPO, Fundação Altino Ventura e Serviço de Oftalmologia da Unicamp.
- 2022 - Gerrit Melles e Claes Dohlman
- 2023 - St. John of Jerusalem Eye Hospital Group
- 2024 - Margaret Livingstone, Nancy Kanwisher e Doris Tsao (Estados Unidos) e Winrich Freiwald (Alemanha), com trabalho sobre o reconhecimento facial, de formas e cor, no campo da neurociência visual[2]